# Inge Keil

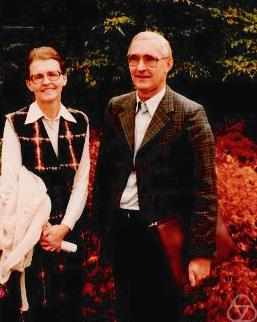
Inge und Karl-August Keil, Oberwolfach 1981

Inge Keil (* 9. Juli 1929 in Ludwigshafen am Rhein als Inge Cotte; † 21. Juli 2010 in Augsburg) war eine deutsche Mathematikerin und Astronomiehistorikerin.

## Leben
Inge Cottes Vater, Kammermusiker beim Pfalzorchester Ludwigshafen, der heutigen
Deutschen Staatsphilharmonie Rheinland-Pfalz, starb bereits am 22. Dezember 1943. Inge besuchte zu dieser Zeit ein dortiges Gymnasium, das aber kriegsbedingt im Herbst 1944 geschlossen wurde. Nach einem Bombenangriff auf Ludwigshafen am 11. Dezember 1944, bei dem offenbar auch ihr Heim zerstört wurde, zogen ihre Mutter und sie zur Großmutter nach Amberg. Dort legte sie 1948 das Abitur ab. Danach leistete sie sechs Monate studentischen Aufbaudienst bei dem Hersteller optischer Geräte C. A. Steinheil & Söhne. Damit konnte sie 1949 ein Studium der Mathematik an der Universität München beginnen,  unterstützt durch ein Hundhammer-Stipendium des Freistaats Bayern. Dieses schloss sie 1953 als Diplom-Mathematikerin ab.
Am 19. August 1953 heiratete sie den am selben Institut gerade promovierten Mathematiker Karl-August Keil. Bald darauf, 1954, wurde der erste Sohn geboren, weitere Kinder folgten.
In den folgenden Jahren unterrichtete Inge Keil aushilfsweise Mathematik an mehreren Augsburger Gymnasien. In den 1960er Jahren begann sie mit der Entwicklung von Lehrmaterialien für den Mathematik- und Latein-Unterricht, ab 1971 auch für computergestützten Unterricht (vgl. hierzu Karl-August Keil#Zentralstelle für Computer im Unterricht). 1981 folgte ihre erste Veröffentlichung, gemeinsam mit ihrem Mann, zur Astronomiegeschichte: Astronomie am Gymnasium bei St. Anna. 1985 folgte eine erste Arbeit über den Augsburger Fernrohrbauer Johann Wiesel. Zahlreiche weitere Veröffentlichungen zu Wiesel und anderen Instrumentenmachern folgten. Sie gipfelten in Keils Hauptwerk, einer 550-seitigen Monographie aus dem Jahr 2000 mit dem Titel Augustanus Opticus. Johann Wiesel (1583–1662) und 200 Jahre optisches Handwerk in Augsburg.
2006 erhielt sie den Paul-Bunge-Preis, eine Auszeichnung für herausragende Arbeiten zur Geschichte wissenschaftlicher Instrumente.
Inge Keil starb im Juli 2010 offenbar völlig unerwartet im Alter von 81 Jahren in Augsburg. Sie wurde auf dem Protestantischen Friedhof in Augsburg bestattet. 

## Würdigung
Das im Abschnitt Literatur genannte Sammelwerk Weiter sehen. Beiträge zur Frühgeschichte des Fernrohrs und zur Wissenschaftsgeschichte Augsburgs – in Memoriam Inge Keil enthält zwei posthume Veröffentlichungen Keils, unter anderem ihren letzten Vortrag vom 18. Juni 2010 mit dem Titel Frühe Fernrohre in Augsburg. Dieser enthält folgende Würdigung seitens der Herausgeber:

„Die Stadt Augsburg spielte in der Geschichte der Herstellung wissenschaftlicher Instrumente seit der frühen Neuzeit eine große Rolle. Dass mit Johann Wiesel auch der erste bedeutende kommerzielle Fernrohrbauer Deutschlands hier lebte, war eine Entdeckung Inge Keils…“

## Werke (Auswahl)
Eine umfangreiche chronologische Bibliographie der Veröffentlichungen von Inge Keil findet sich in dem Sammelwerk Weiter sehen (vgl. Abschnitt Literatur).
- Augustanus Opticus : Johann Wiesel (1583–1662) und 200 Jahre optisches Handwerk in Augsburg. Berlin 2000, ISBN 3-05-003444-0 (550 S., Inhaltsverzeichnis).
- mit Karl-August Keil: Astronomie am Gymnasium bei St. Anna. In: Josef Bellot, Johannes Rettenberger (Hrsg.): 1531–1981. 450 Jahre Gymnasium bei St. Anna in Augsburg. Augsburg 1981, S. 11–23.
- Johann Wiesel, 1583–1662, Fernrohrbauer in Augsburg. In: Uranus: Nachrichtenblatt der Astronomischen Vereinigung Augsburg e.V. Nr. 51. Augsburg 1985, S. 11–20.
- Johann Wiesel, ein vergessener Optiker aus dem 17. Jahrhundert. In: Nachrichtenblatt der Deutschen Gesellschaft für Geschichte der Medizin, Naturwissenschaft und Technik e.V. Band 39, Nr. 2, 1989, S. 68.
- Erste Instrumentenverzeichnisse von Optikern der Berliner Akademie – Verbindungen nach Augsburg. In: Weiter sehen (vgl. Literatur). S. 71–94.
- Frühe Fernrohre in Augsburg: Der letzte Vortrag von Inge Keil, 18. Juni 2010. In: Weiter sehen (vgl. Literatur). S. 71–94.
- Liste der Beiträge Inge Keils zum Augsburger Stadtlexikon.